# Naj-Oleari
Naj-Oleari è un'azienda di abbigliamento italiana che, tra gli anni settanta e ottanta, ha acquisito fama in Italia e all'estero per gli originali tessuti fantasia utilizzati per realizzare non solo abiti, ma anche accessori per capelli (cerchietti e mollette), portafogli, borse, ombrelli.
Oggi fa parte del gruppo Bottega Verde, di proprietà della famiglia Lavino (originaria di Cossato, in provincia di Biella).

## Storia
La Naj-Oleari venne fondata nel 1916 da Riccardo Naj-Oleari, un chimico originario di Sartirana Lomellina (Pavia) che a Magenta (Milano) comprò un piccolo cotonificio e lo chiamò "Manifatture Naj-Oleari".

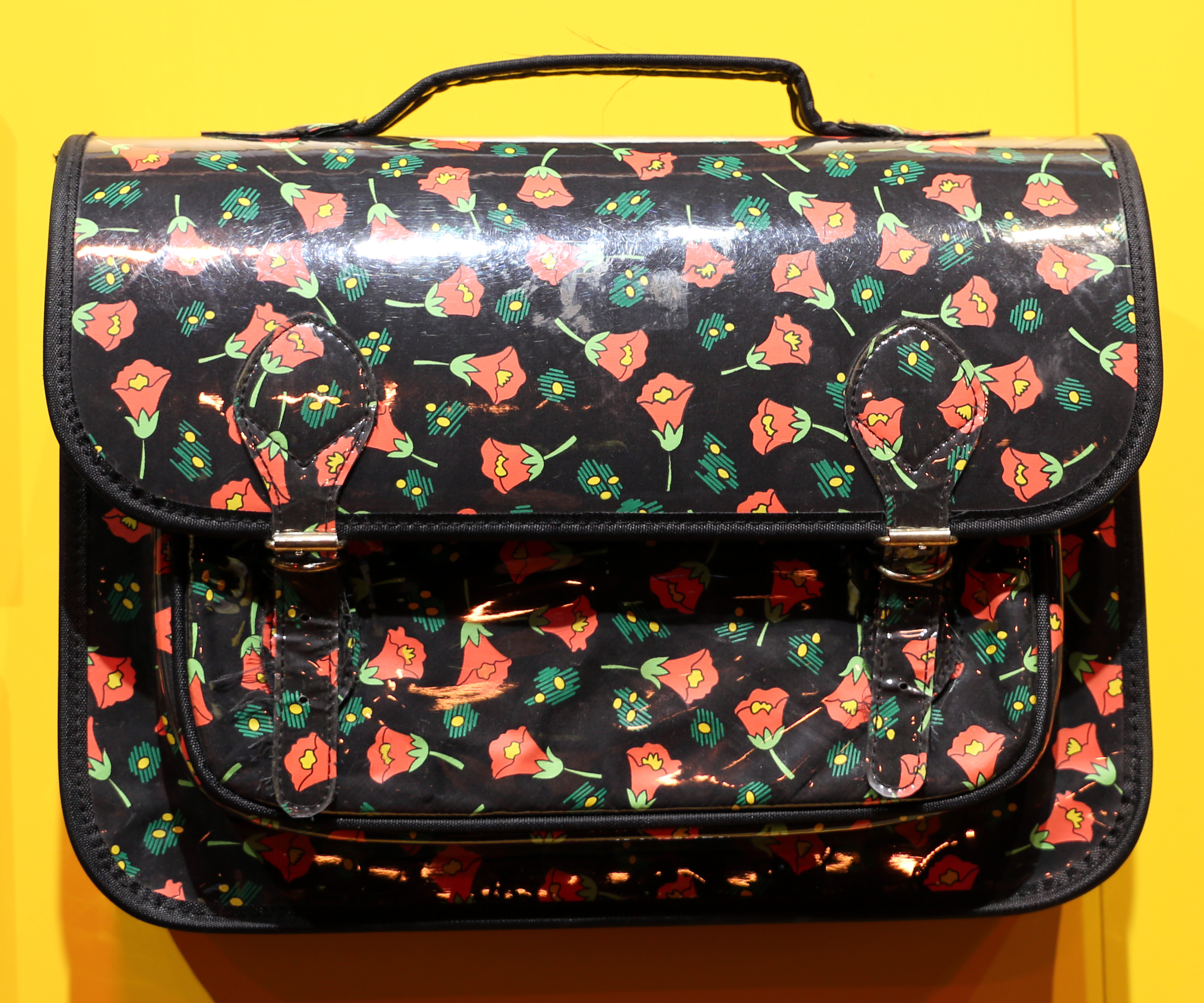
Borsa a cartella in "tessuto vetrificato", anni '80 (archivio Naj-Oleari)

Da principio l'azienda produceva in prevalenza abbigliamento sacerdotale. Carlo, il figlio di Riccardo, intraprese la strada della specializzazione in foderami, soprattutto per l'industria degli ombrelli. Le tonalità delle fodere andavano dal grigio al nero. Nei primi anni settanta Angelo, Riccardo e Giancarlo Naj-Oleari (i tre figli di Carlo) decisero di aumentare la varietà di tessuti disponibili per le fodere, introducendo nella gamma cotoni colorati e alcune fantasie ideate dalla moglie di Angelo, Maurizia Dova (figlia del pittore Gianni Dova). La novità non piacque ai clienti abituali delle Manifatture. Così Angelo, Riccardo e Giancarlo decisero di creare una società per la vendita al dettaglio.
Il primo negozio Naj-Oleari fu aperto a Milano, nei pressi di Porta Ticinese: «dentro, ombrelli coloratissimi, stoffe disegnate, borse del medesimo disegno, qualche capo d'abbigliamento, molte felpe. Nel giro di pochi mesi fu un successo.» Tuttavia il boom del marchio Naj-Oleari arrivò intorno al 1985, quando il possedere prodotti Naj-Oleari diventò uno status symbol per i paninari e per tanti altri adolescenti (d'Italia e non solo). Nell'arco di cinque anni il fatturato della società fu quasi sestuplicato, passando «dai 6 miliardi [di lire] dell'85 ai 35 del 1990, ai quali vanno aggiunti altri 20 per le produzioni in licenza.»
Nel febbraio 1991 i negozi Naj-Oleari erano una cinquantina in Italia e una decina nel resto del mondo; ma il laboratorio da cui uscivano i disegni e la sede centrale della società continuavano a essere ospitati in una «palazzina milanese […] proprio dietro la Rai. Una palazzina ristrutturata dagli architetti della società: ‹tutto è fatto in casa, dalla progettazione dei negozi alla pubblicità curata dalla nostra agenzia Fuori Serie,› ammettono i fratelli Naj-Oleari.»
Frattanto, tre mesi prima, vale a dire nel novembre 1990, i tre fratelli avevano aperto il proprio capitale sociale a una private equity firm statunitense, la Advent, e alla sua controllata italiana, la Itavent, allo scopo di finanziare l'espansione del marchio di famiglia all'estero. «Alla Advent è andato il 22,5% del capitale […], all'Itavent il 7,5%, il resto è rimasto ai fratelli. […] ‹In Italia – spiega [Giancarlo,] l'amministratore delegato – abbiamo ormai raggiunto una buona diffusione, potremo ancora espanderci ma più di tanto non credo si potrà fare. Oltre confine, invece, da fare c'è tutto o quasi tutto. Ai negozi di Parigi, San Francisco, Vienna, Copenaghen, Dusseldorf, ne verranno affiancati altri, cercando una crescita che dovrebbe (almeno per ora) privilegiare la Germania, il mercato più ricettivo e più in crescita.› Obiettivo dichiarato: fare un grosso salto di fatturato tra il 1992 e il 1993 e toccare quota 100 negozi nel mondo.»
La prima metà degli anni novanta, in realtà, segnò una battuta d'arresto per la crescita del tessile e dell'abbigliamento made in Italy. La crisi toccò anche la Naj-Oleari, che nel 1996 è poi stata rilevata dal gruppo Bottega Verde.